# Lõbe
Koordinaten: 58° 53′ N, 23° 38′ O
Lõbe ist ein Dorf (estnisch küla) in der Stadtgemeinde Haapsalu (bis 2017: Landgemeinde Ridala) im Kreis Lääne in Estland.
Der Ort hat sechs Einwohner (Stand 31. Dezember 2011).